# Romerske skole (musik)
|  | Opdragelsen af børn og unge i antikkens Rom behandles i opslaget "Den romerske skole" |
Den romerske skole inden for musikken er betegnelsen for en kreds af renæssancekomponister som var aktive i Rom fra midten af 1500-tallet til et stykke ind i 1600-tallet, dvs senrenæssance og tidlig barok.
Mange af komponisterne havde direkte forbindelse med Vatikanet og det pavelige kapel, men var også aktive ved andre kirker. Stilistisk bliver de ofte sat op mod den venetianske skole, en samtidig musikbevægelse som var mere fremtidsrettet.
Nogle af den romerske skoles mere kendte navne er Giovanni Pierluigi da Palestrina, Tomás Luis de Victoria, Gregorio Allegri og Stefano Landi. Tyngdepunktet af kompositionerne lå på flerstemmig vokalmusik med et roligt og flydende udtryk i melodisk, harmonisk og rytmisk henseende, og man kan således sige at den romerske skole fortsatte og videreudviklede den nederlandske polyfoni.
Komponisterne i den romerske skole skabte musik under de begrænsninger som var formuleret af koncilet i Trient som blot tillod flerstemmig musik i kirkerne hvis den opfyldte faste kriterier:
- Teksten måtte være let at forstå
- Udtrykket skulle være værdigt
- Parodimesser var udelukket[1]